# 야구치 고이치
야구치 고이치(일본어: 矢口 洪一, 1920년 2월 20일~2006년 7월 25일)는 일본의 재판관이다.

## 생애
1920년 교토부 교토시에서 재판관이던 야구치 이에하루의 장남으로 태어났다. 제삼고등학교를 거쳐 교토제국대학(현 교토 대학) 법학부를 졸업했다. 1943년 고등문관시험 사법과에 합격해 대학 졸업과 동시에 일본 제국 해군의 법무견습위관이 되었다. 이후 사세보 진수부에서 근무하던 중에 종전을 맞았다. 최종 계급은 법무대위.
복원 후 본격적으로 재판관으로서의 경력을 쌓기 시작해 1948년에 오사카지방재판소에서 근무했고 1952년엔 최고재판소 사무총국 인사국에서 일했다. 1952년엔 도쿄지방재판소, 1954년엔 요코하마지방재판소로 발령받았으며 1955년부터 최고재판소 사무총국에서 근무하여 민사국 제2과장, 경리국 주계과장, 경리국 총무과장 겸 영선과장, 총무국 제도조사실장을 지내고 1964년 도쿄지방재판소로 돌아갔다.
1968년 다시 최고재판소 총무국으로 발령받아 민사국장 겸 행정국장, 인사국장, 최고재판소 사무차장을 지냈고 1977년에 우라와지방재판소장, 1978년에 도쿄가정재판소장, 1980년에 최고재판소 사무총장, 1982년에 도쿄고등재판소 장관을 지내고 1984년에 최고재판소 재판관이 되었다.
야구치의 이력에서 볼 수 있듯 유난히 최고재판소 사무총국에서 자주 일했다. 일반적인 재판관들은 사무총국 산하 1개 국에서 일하는 것으로 행정전문가로서의 경력을 인정받지만 야구치는 무려 5개 국에서 일했다. 그래서 미스터 사법행정이란 별명까지 붙었다. 민사국장으로 일할 땐 미나마타병, 니가타 미나마타병, 이타이이타이병, 욧카이시 천식 등 4대 공해병의 피해자들이 피해 입증을 어려워하자 입증 조건을 완화하는 이론을 제시해 조기 해결을 위해 노력했다.
최고재판소 재판관이 된 지 1년 뒤인 1985년에 최고재판소 장관이 되었다. 취임식 때 "행정이나 입법은 미래를 선취하는 일이다. 사법도 그러고 싶지만 필요최소한도에 그쳐야 한다", "하지만 결코 소극주의여선 안 된다. 필요하다면 의연하게 행사해야 한다"라고 말하며 적정하고 신속한 재판이 영원한 과제임을 강조했다.
1988년부터 1990년까지 다케사키 히로노부, 야마무로 메구미, 시라키 유를 미국와 영국으로 유학을 보내 배심제와 참심제를 배워오도록 했다. 하지만 야구치는 배심제와 참심제를 바로 도입하지는 않고 궁극적으로 사법제도를 결정하는 건 국민이라며 장기적인 과제로 남겨놓았다. 한편 변호사가 재판관이 되는 제도를 정비하고 재판 방청객의 메모 금지 제도를 폐지했으며 법정 촬영을 부분적으로 완화하는 조치를 취해 국민과 사법의 거리를 줄이기 위해 노력했다.
정년 퇴직을 앞둔 1990년 2월에 야구치는 후임으로 구사바 료하치를 지목했다. 당시 최고재판소 안팎에서는 최고재판소 경리국장을 지내고 신청사 건설에 공이 있으며 최고재판소 재판관으로 4년 3개월을 근무하면서 경력을 쌓은 오우치 쓰네오가 후임으로 지목될 것을 예상했다.
같은 달 최고재판소 재판관 회의에서 당시까지 외국인 사법수습생은 일본의 법령을 준수하겠다는 서약서를 제출해야만 재판소에서 근무할 수 있게 한 제도를 폐지하기로 했다. 해당 제도가 완전히 폐지된 것은 1991년부터다.
퇴임식 때 야구치는 "전후 40여 년을 거쳐 사법이 품어온 다양한 문제를 해결하기 위한 실마리를 만들어 왔다. 사법의 성격상 너무 어지럽게 변해서는 안 되기도 하지만 고착화될 수도 있으므로 재검토의 계기를 마련했다고 생각한다"라고 말했다. 퇴직 후인 1993년에 훈1등 욱일동화대수장을 수훈했다.
2003년에 인터뷰를 하면서 "최고재판소는 사실 위헌입법심사권을 가지게 된 때부터 더 이상 단순한 사법기관이 아니게 되었다. 어떤 의미론 정치기관이다. 그런 의미에서 오해를 두려워하지 않고 말하자면 장관은 넓은 의미에서 정치가가 아니면 안 된다고 생각한다"라고 말했다.
2006년 후두암으로 사망했으며 사후에 종2위에 추서됐다.

## 참고 문헌
- 野村二郎 (1986). 《最高裁全裁判官：人と判決》 (일본어). 三省堂. ISBN 9784385320403.
- 野村二郎 (2004). 《日本の裁判史を読む事典》 (일본어). 自由国民社. ISBN 9784426221126.
- 朝日新聞「孤高の王国」取材班 (1994). 《孤高の王国裁判所》 (일본어). 朝日文庫. ISBN 9784022610584.
- 山本祐司 (1997). 《最高裁物語（下）》 (일본어). 講談社+α文庫. ISBN 9784062561938.
- 西川伸一 (2012). 《最高裁裁判官国民審査の実証的研究　「もうひとつの参政権」の復権をめざして》 (일본어). 五月書房. ISBN 9784772704960.

| 전임 데라다 지로 | 제11대 최고재판소 장관 1985년 11월 5일~1990년 2월 19일 | 후임 구사바 료하치 |